# Valdepiélagos
Valdepiélagos é um município da Espanha na província e comunidade autónoma de Madrid, de área 17,59 km² com população de 441 habitantes (2004) e densidade populacional de 21,72 hab/km².

## Demografia
| Variação demográfica do município entre 1991 e 2004 | Variação demográfica do município entre 1991 e 2004 | Variação demográfica do município entre 1991 e 2004 | Variação demográfica do município entre 1991 e 2004 |
| --------------------------------------------------- | --------------------------------------------------- | --------------------------------------------------- | --------------------------------------------------- |
| 1991                                                | 1996                                                | 2001                                                | 2004                                                |
| 327                                                 | 327                                                 | 323                                                 | 377                                                 |